# Аш джошпаре

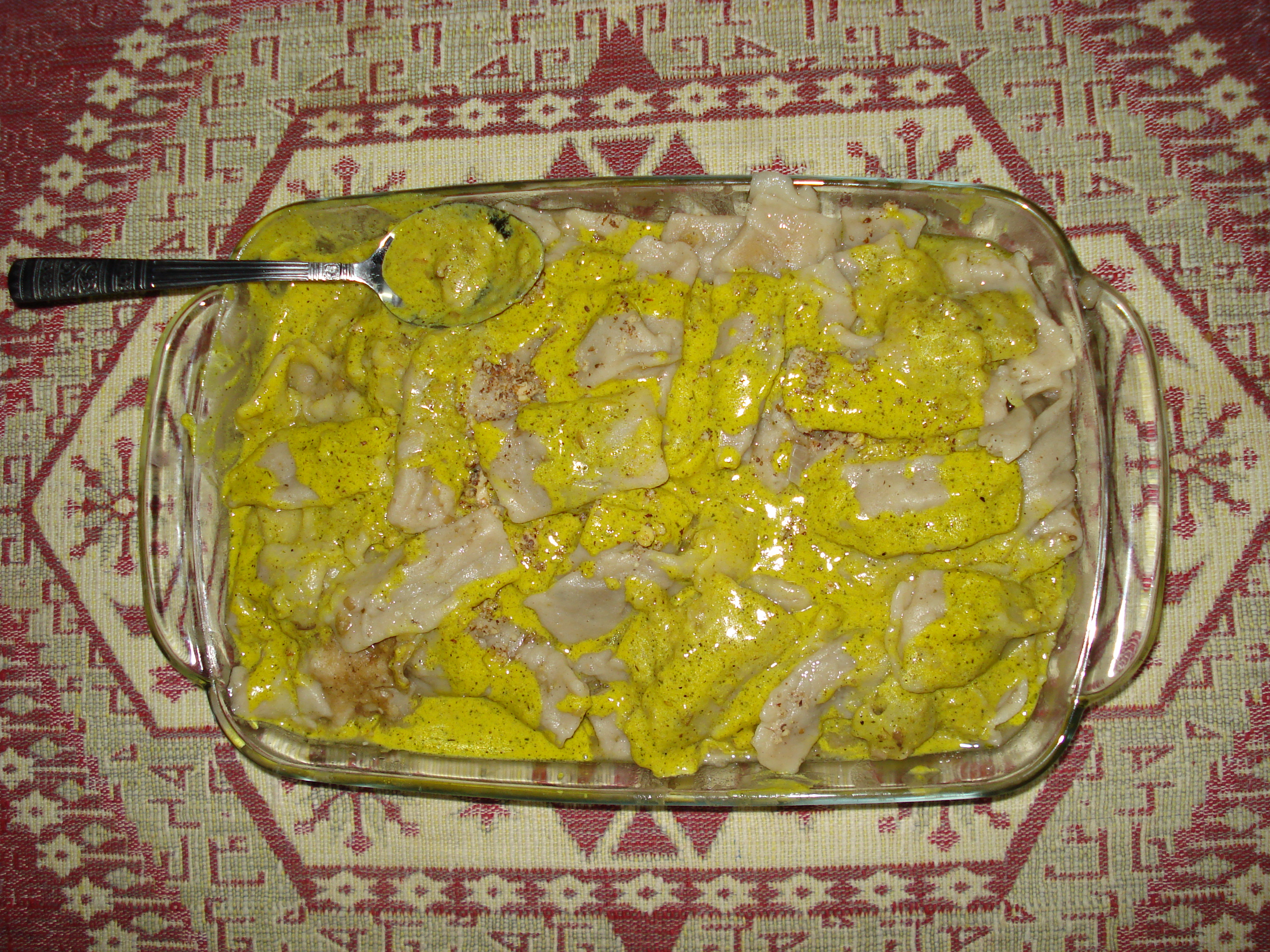
Аш джошпарех

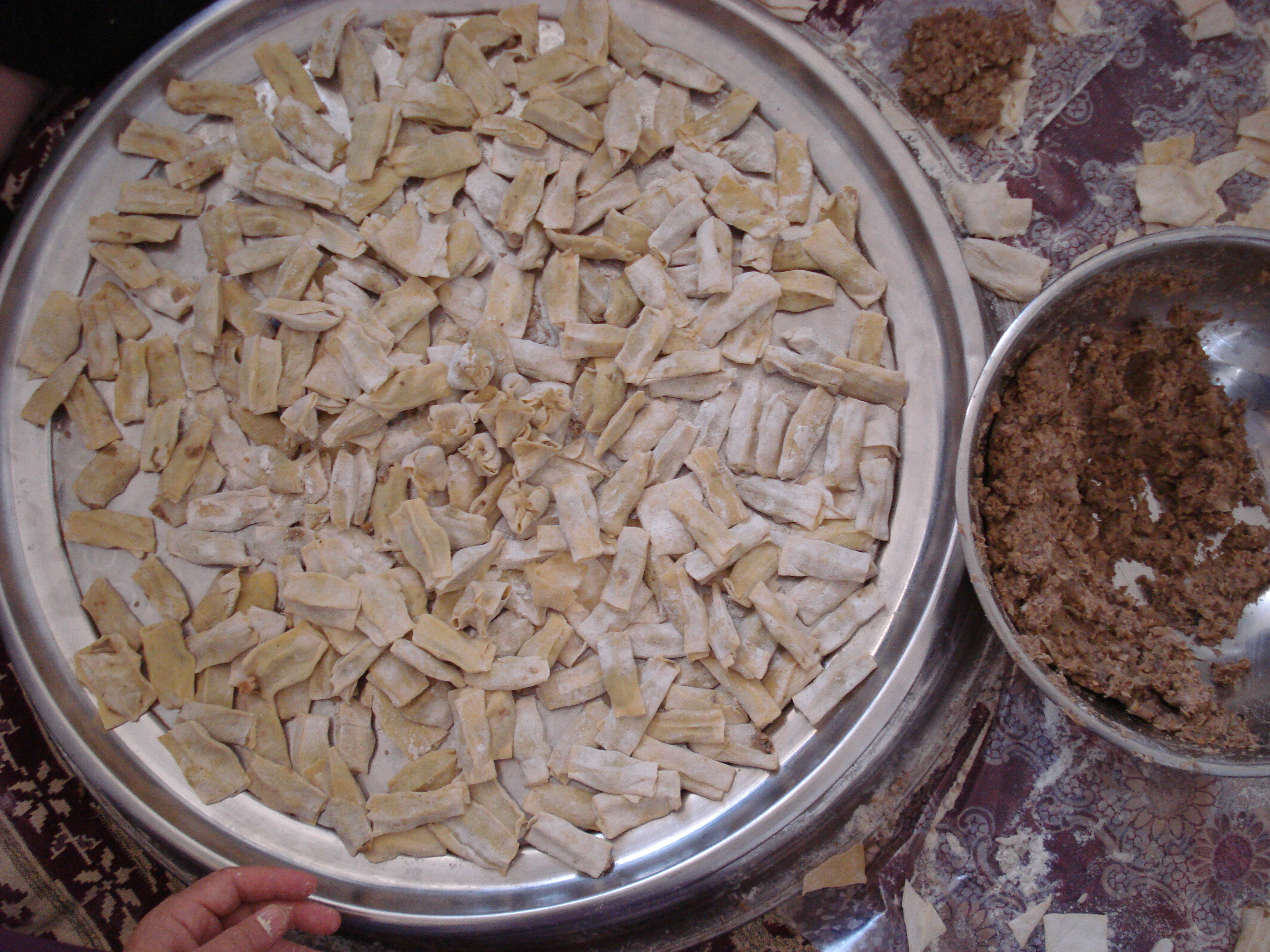
Джош паре (самоса)

Аш джошпарех (перс. آش جوش‌پره‎), или джошбарех (перс. جوش‌بره‎), или джошварех (перс. جوشواره‎) — блюдо иранской кухни, разновидность аша, которая характерна для Хорасана, особенно для Гонабада, Фердоуса, Себзевара и Кайена. Персидский историк Бейхаки ещё в XII веке упоминает это блюдо в своей книге «Тарих-и Бейхак». Джошпарех одна из древнейших разновидностей аша, но сейчас его готовят редко из-за длительного и сложного процесса приготовления. Джошпарех популярен как церемониальное блюдо по специальным случаям и на семейных торжествах, а также в туристических местах Хорасана. Это блюдо внесено в список нематериального наследия Ирана в январе 2020 года.

## Процесс приготовления
Сначала замешивают тесто из муки и воды. Небольшие кусочки теста раскатывают в форме листьев, на середину кладут измельченный обжаренный лук, отварённые размятые чечевицу и нут, а также специи. Иногда ещё добавляют грецкий орех. Тесто сворачивают в форме треугольников или прямоугольников, плотно прижимая края, чтобы они не раскрылись. Получившиеся прямоугольники называются «джош паре» (похожи на самосу или пельмени). Затем джошпаре кладут в кипящую воду и варят до готовности. Когда вода закипит, добавляют немного порошкообразного курута (в Иране называемого «кашк»). Получившееся блюдо называется аш джошпаре.
Сегодня, вместо того, чтобы варить джошпаре в воде, некоторые жарят его в масле, и этот метод распространён во многих странах мира.
В последнее время в магазинах можно найти уже сваренный джошпаре или аш джошпаре.
Китайское блюдо цзяоцзы и японское гёдза, очень похожи на джошпаре. Главное отличие заключается в ингридиентах: как в японском, так и в китайском, иногда добавляют мясо.
Для человека привыкшего к европейской, в частности русской, кухне аш джошпаре напоминает вегетарианские пельмени или равиоли в густом молочном соусе со специями.